# X/Open XA
X/Open XA(eXtended Architecture)는 X/Open이 제정한 분산 트랜잭션 처리를 위한 표준이다. 보통 멀티 트랜잭션 관리자와 로컬 리소스 관리자 사이의 인터페이스를 규정하고 있고, XA에서는 리소스 관리자가 트랜잭션을 처리하기 위해 필요한 것을 규정하고 있다.
XA 사양은 턱시도 시스템에 쓰인 인터페이스를 기반으로 만들어졌으나 그 뒤로 여러 시스템에 채택되었다.

## 같이 보기
- 2단계 커밋 프로토콜